# Hiromi Yamafuji
Hiromi Yamafuji (山藤 浩三, Yamafuji Hiromi, Akita, 23 de outubro de 1944 — 9 de maio de 1984) foi um ciclista olímpico japonês. Yamafuji representou seu país durante os Jogos Olímpicos de Verão de 1964, em Tóquio.